# 4 Dywizja Kawalerii (austro-węgierska)
4 Dywizja Kawalerii (4. Kavalleriedivision, 4. KD., 4. KTD., KTDiv. Lemberg) – wielka jednostka kawalerii cesarskiej i królewskiej Armii.

## Historia dywizji
Dywizja Kawalerii Lwów stacjonowała na terytorium 11 Korpusu. Dywizja podlegała bezpośrednio komendantowi 11 Korpusu. Komenda dywizji mieściła się w garnizonie Lwów.
W latach 1906–1908 w skład dywizji wchodziła:
- 18 Brygada Kawalerii w Złoczowie,
- 21 Brygada Kawalerii we Lwowie[1].

W 1908 roku dywizja została rozformowana. Komenda 18 Brygady Kawalerii została przeniesiona do Wiednia i włączona do Dywizji Kawalerii Wiedeń, a 21 Brygada Kawalerii podporządkowana komendantowi Dywizji Kawalerii Stanisławów. Dotychczasowy komendant dywizji, generał Karl Tersztyánszky von Nádas razem z oficerami sztabu (kpt. SG Alfred Dragoni von Rabenhorst i por. pd SG Karl Apponyi) oraz szefem sanitarnym (lekarz sztabowy Maximilian Wittlin), szefem intendentury (intendent wojskowy Wilhelm Dejonge) i wojskowym kancesistą kontroli Eduardem Rothem został przeniesiony do Bratysławy, do nowo utworzonej Komendy Dywizji Kawalerii Pozsony.
W sierpniu 1914 roku, po przeprowadzonej mobilizacji, w skład dywizji wchodziła:
- 18 Brygada Kawalerii,
- 21 Brygada Kawalerii,
- Dywizjon Artylerii Konnej Nr 11.
- Oddział Karabinów Maszynowych Kawalerii[5].

Dywizja podlegała bezpośrednio Naczelnej Komendzie Armii (niem. Armeeoberkommando).

## Obsada personalna komendy
Komendanci dywizji
- FML Edmund von Krieghammer (1886 – 1889 → komendant 1 Korpusu)
- FML Franz von Czeyda ( – 1 V 1904 → stan spoczynku)
- FML Adolf Dominik Ströhr (1904 – 1907)
- GM Karl Tersztyánszky von Nádas(inne języki) (1907 – 1908 → komendant Dywizji Kawalerii Pozsony[6])
- GM Edmund Ritter von Zaremba (7 IV – VIII 1914[7] )
- GM Otto Berndt (VIII 1914 – 1915[7] )
- FML Johann Ostermuth von Csajkov (IX 1915 – VIII 1916)

Szefowie sztabu
- mjr SG Paul Palkovics de Szenkvicz ( – 1907 → Komenda 4 Korpusu w Budapeszcie)
- kpt. SG Jan Romer (1907 – 1908 → Komenda 15 Korpusu w Sarajewie)